# Pulkowo

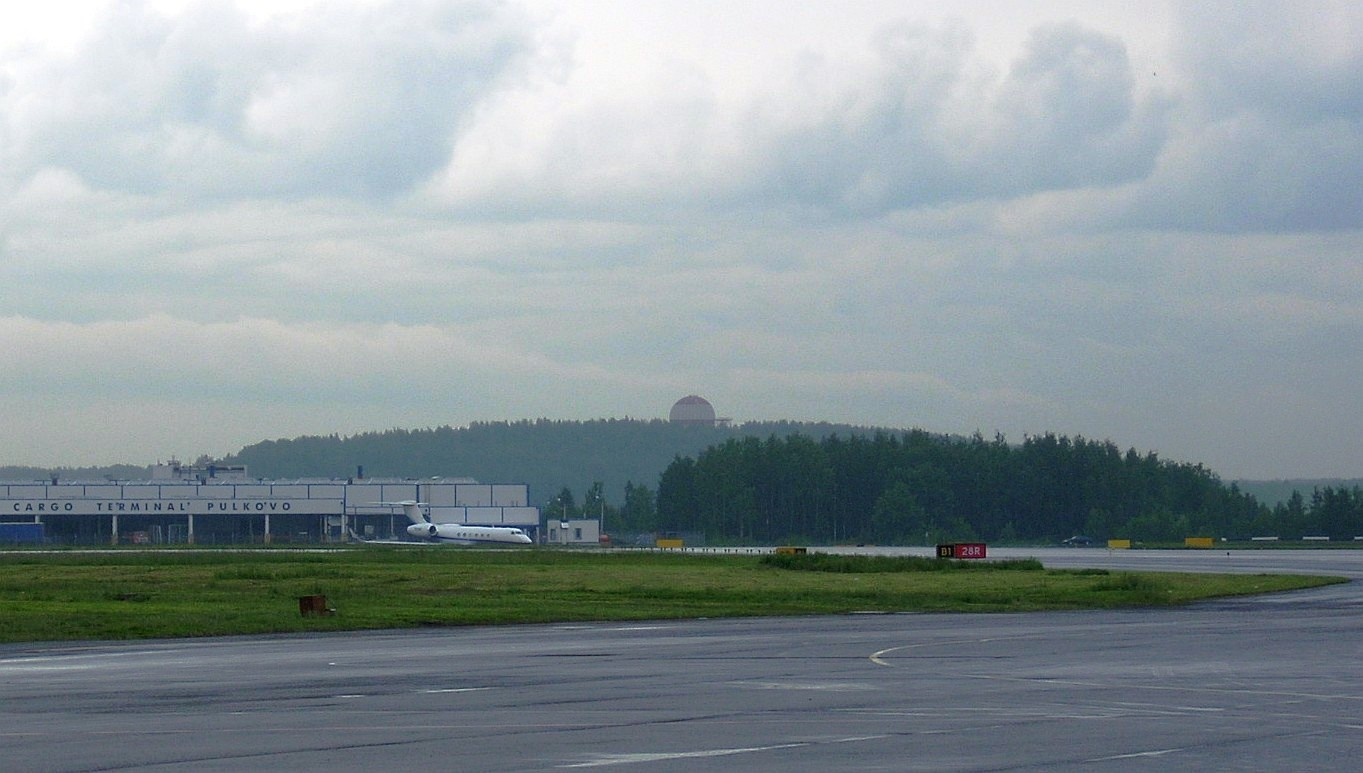
Pulkowo-Hügel mit der Sternwarte (Blick vom Flughafen)

Pulkowo (russisch Пулково) ist ein ehemaliger Vorort und heutiger Stadtteil von Sankt Petersburg (früher Leningrad) in Russland, etwa 17 km südlich des Stadtzentrums im Rajon Moskowski. Er liegt an der Pulkowskoje-Chaussee, der gradlinigen Fortsetzung von Petersburgs südlicher Ausfallstraße Moskowski-Prospekt.
Auf einem nahen Höhenzug (Pulkowo-Höhen) westlich des Dorfs befindet sich das 1839 vom Zaren gegründete Pulkowo-Observatorium, eine bis heute bedeutende astronomische Forschungseinrichtung. Der 1880 gebaute große Refraktor der Sternwarte mit 30 Zoll Öffnung war für mehrere Jahre das größte Linsenfernrohr der Welt. Später kamen weitere Großinstrumente hinzu, u. a. eines der ersten schwenkbaren Radioteleskope.
Etwa vier Kilometer nordwestlich des Ortes, am dicht verbauten Stadtrand der Metropole, liegt heute der Flughafen von Sankt Petersburg (Flughafen Pulkowo). Am Ort befindet sich eine Monitoring-Station des SDCM-Systems.
Das im Jahr 1500 erstmals erwähnte Dorf wurde am 12. Juni 1950 als Sitz eines noch außerhalb der Stadtgrenze liegenden Dorf- bzw. Siedlungssowjets dem Rajon Moskowski des damaligen Leningrad unterstellt. Mit Beschluss vom 29. Dezember 1956 wurde der Siedlungssowjet aufgelöst und Pulkowo mit den zugehörigen Ortsteilen der Rajonverwaltung Moskowski direkt unterstellt. Am 29. Mai 1958 wurde Pulkowo nach Leningrad eingemeindet und existiert seither nicht mehr als eigenständiger Stadtteil.